# Crepidophyllum modestum
Crepidophyllum modestum là một loài Rêu trong họ Hypnaceae. Loài này được Herzog mô tả khoa học đầu tiên năm 1926.